# Języki malajo-sumbawańskie
Języki malajo-sumbawańskie – postulowana gałąź języków austronezyjskich, która miałaby łączyć języki malajskie i czamskie z językami Jawy i zachodnich Małych Wysp Sundajskich, z wyłączeniem języka jawajskiego.
Adelaar (2005) proponuje poniższy schemat podziału wewnętrznego grupy, zakładający istnienie trzech gałęzi tych języków: 
- Język sundajski (lub języki sundajskie – jeden lub dwa języki z zachodniej Jawy; w tym baduy)
- Języki madurskie (dwa języki ze wschodniej Jawy i wyspy Madura – madurski i kangean)
- Języki malajo-czamskie i balijsko-sasacko-sumbawańskie
  - Języki czamskie (ponad dziesięć języków, w tym aceh i czamski)
  - Języki malajskie (wiele języków z obszaru Borneo i Sumatry, m.in. malajski (malezyjski/indonezyjski), minangkabau ze środkowej Sumatry oraz iban z zachodniego Borneo)
  - Języki balijsko-sasacko-sumbawańskie (trzy języki – balijski, sasak i sumbawa)